# اندیس گاز وردکان
گاز وردکان یک اندیس غیرفلزی است که در حوالی شهر رامسر استان قزوین قرار دارد و مادهٔ معدنی موجود در آن، باریت است.  